# Distretto di Longuita
Il distretto di Longuita è un distretto del Perù nella provincia di Luya (regione di Amazonas) con 946 abitanti al censimento 2007 dei quali 198 urbani e 748 rurali.
È stato istituito il 5 febbraio 1861.

## Località
Il distretto è formato dall'insieme delle seguenti località:
- Longuita
- Corral Pampa
- Huala
- Llaucán
- Ingapampa
- Meza Pata
- Huiquilla
- El Tambo
- Choctamal
- Nuevo Chota
- El Porvenir
- Capac